# Visions of Atlantis
Visions of Atlantis es una banda de Power metal sinfónico que tiene su origen en Estiria, Austria, y fue fundada en el año 2000. La inspiración vino tanto de la exitosa banda de power metal sinfónico Nightwish como del mito de la Atlántida. La combinación igualitaria de voces masculinas y femeninas distingue a Visions of Atlantis de Nightwish, y la hace recordar más a bandas como Tristania ó Sirenia.

## Trayectoria

### Eternal Endless Infinity y cambio de formación (2000-2004)
Fascinados por el mito de la Atlántida, Werner Fiedler, Thomas Caser, Christian Stani y Chris Kamper decidieron en agosto de 2000 elaborar un concepto inspirado en el secreto de la Atlántida. A finales de verano, la mezzosoprano Nicole Bogner se unió al proyecto, y así nació de Visions of Atlantis. Un primer demo, Morning in Atlantis fue lanzado en el 2000.
En 2001 firmaron con TTS Media Música/Black Arrow Productions, y en 2002 su primer álbum, Eternal Endless Infinity fue lanzado.
En 2003, la banda tuvo algunos cambios en la alineación: la sustitución del vocalista masculino Christian Stani con Mario Plank, y Chris Kamper con Miro Holly.

### Cast Away y la salida de Nicole (2004-2005)
Ahora con Napalm Records, la banda lanzó segundo trabajo de estudio de la banda Cast Away en todo el mundo en noviembre de 2004. Para celebrar el lanzamiento, Visions of Atlantis produjo su primer video musical oficial de la pista "Lost", que fue puesto al aire en VIVA y MTV e hizo posible para la banda presentar el álbum. A principios de 2005, Visions of Atlantis hizo su gira por Europa, siendo apoyado por sus compañeros de sello Elis y la banda de rock celta Lyriel.
A finales de 2005, Bogner dejó la banda debido a compromisos en otros lugares.

### Nueva cantante y tercer álbum de estudio (2005-2007)
Después de que Nicole dejó la banda, fue sustituida por la soprano americana Melissa Ferlaak (ex Aesma Daeva ) y Wolfgang Koch reemplazando a Werner Fiedler. En 2006, Martin Harb, quien ya tocó con VoA en su gira en México en 2003, reemplazó a Miro Holly. En mayo de 2007, la VoA lanzó su tercer álbum, Trinity, masterizado en Finnvox Studios y grabado en Bavarian Dreamscape Studio. El siguiente otoño llevó a Visions of Atlantis a Estados Unidos, donde la banda realizó una gira junto con Epica durante 6 semanas y ganó numerosos nuevos fanes.

### Salida de Melissa Ferlaak y Wolfgang Koch (2007-2008)
A su regreso, la banda pasó por cambios en la formación. El 28 de noviembre de 2007, un mensaje fue publicado en el sitio web oficial VoA diciendo que Melissa Ferlaak y Wolfgang Koch habían dejado la banda, citando razones personales. Siguiendo esta, Visions of Atlantis anunció unos días después de que su exguitarrista, Werner Fiedler, se había reincorporado a la banda.

### Joanna Nieniewska y Maxi Nil (2008-2009)
Después de la salida de Melissa, Visions of Atlantis no solo buscaba un reemplazo para la cantante, sino que también escribieron el material para el cuarto álbum. La banda tuvo en su sitio web como publicidad la posición de vocalista femenina durante varios meses, y el 3 de septiembre de 2008, finalmente se anunció que habían encontrado una nueva cantante femenina; sin embargo, su identidad no fue revelada hasta el 1 de febrero de 2009, como la soprano austriaca Joanna Nieniewska, de 20 años.
El 29 de julio de 2009, VoA anunció que debido a problemas de salud, Joanna Nieniewska ya no estaba en la banda, pero seguirá apoyando VoA detrás de las escenas.
La banda anunció la vocalista de reemplazo, Maxi Nil de Grecia, que era conocida por su trabajo con On Thorns I Lay, invitada en Moonspell y en su antigua banda Elysion.

### Delta y EP "María Magdalena" (2010-2011)
El 3 de diciembre de 2010, VoA anunció el nuevo título de su cuarto álbum de estudio Delta, que fue lanzado el 25 de febrero de 2011 en todo el mundo.
El 18 de julio de 2011, el bajista Mario Lochert dejó la banda debido a diferencias internas cruciales. En una entrevista Harb dijo que la banda no está pensando en reemplazarlo. En su lugar, van a continuar sin un bajista fijo como miembro de la banda.
En agosto de 2011, la banda anunció el título de su primer EP María Magdalena, que fue lanzado el 21 de octubre de 2011.

### Muerte de Nicole Bogner y Ethera (2012-2013)
El 6 de enero de 2012, Visions of Atlantis anunció en sus páginas de Facebook y MySpace que la excantante Nicole Bogner había fallecido a la edad de 27 años, después de luchar contra una enfermedad grave durante un largo período de tiempo. La banda se entristeció al haber perdido su primer vocalista y expresó sincera gratitud a Bogner, no solo durante cinco años de compartir una visión musical, sino también por más de una década de amistad dentro y fuera de Visions of Atlantis. Sin Bogner, no habría nacido la banda.

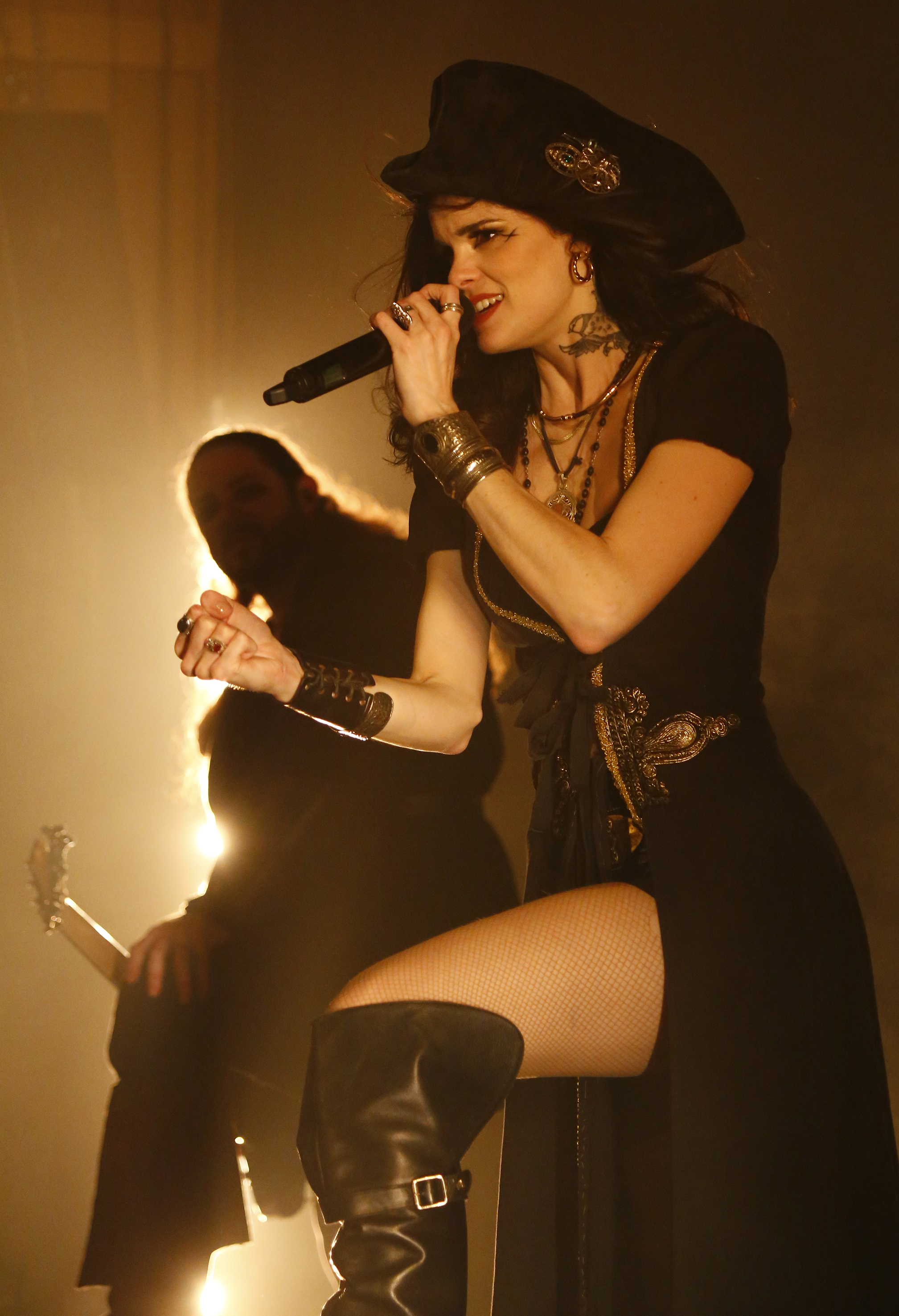
Clementine Delauney

El 27 de enero de 2012, la banda anunció el título Ethera para su próximo álbum, que fue programado para ser lanzado en el 2012. Ethera fue lanzado el 22 de marzo de 2013 como homenaje a Nicole Bogner. Fue el primer álbum con el guitarrista Christian Hermsdorfer y sin un bajista oficial.

### Cambios de formación y nuevo álbum (2013-presente)
El 6 de diciembre de 2013, Visions of Atlantis anunció en su página de Facebook que la mayor parte de la formación se separó de Visions of Atlantis, dejando al único restante y miembro fundador Thomas Caser en la batería. Esta decisión fue principalmente debido a un deseo de los miembros por tocar su propio estilo de música, mientras que la banda estaba orientanda a volver a su estilo clásico. Así, se dio la bienvenida a algunos de sus antiguos miembros: Werner Fiedler en la guitarra, Chris Kamper en los sintetizadores y Michael Koren en el bajo. Maxi Nil, fue reemplazada por la francesa Clémentine Delauney (ex Serenity, ex Whyzdom), y Mario Plank por Siegfried Samer.
Durante 2014, 2015 y comienzos de 2016 la banda se dedicó a realizar giras y conciertos por Europa, Estados Unidos y su primera visita a México. A finales de 2015 anunciaron un nuevo disco. Principalmente la idea de volver a su estilo clásico era hacer un último disco y una gira de despedida, pero con el tiempo las cosas fueron cambiando y se decidió que la banda continuaría.

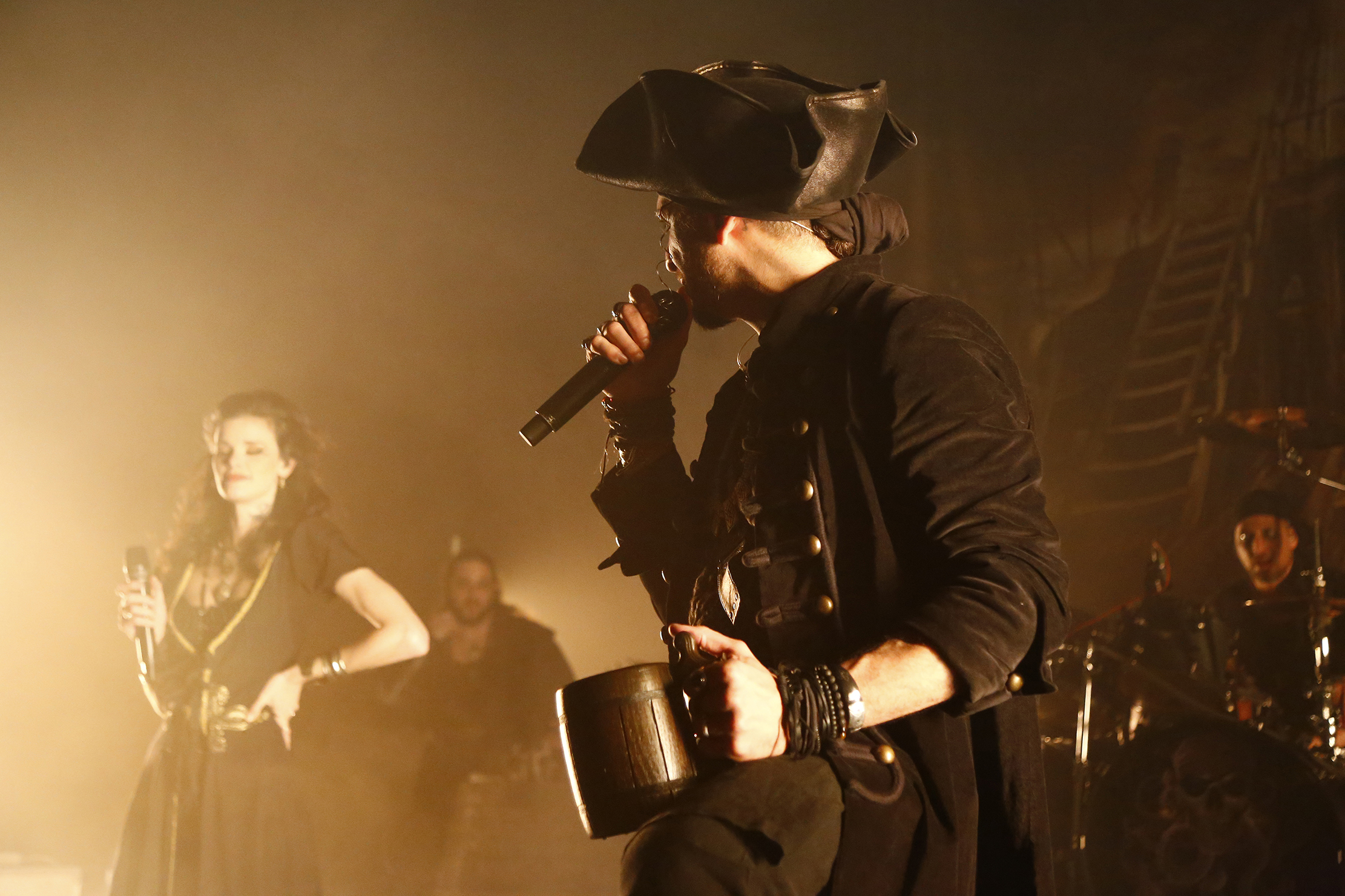
En uno de sus últimos conciertos

En febrero de 2016 la banda a través de redes sociales anunció su segundo EP, Old Routes - New Waters. El EP contiene la regrabación de algunos de los éxitos de sus tres primeros álbumes en las voces de Clémentine y Siegfried. Fue lanzado el 29 de abril de 2016, junto a su tercer videoclip de la pista "Winternight" (originalmente del álbum Cast Away) con motivo del aniversario número 15 de la formación de la banda.

## Miembros

### Miembros actuales
- Clémentine Delauney - Vocalista (2013-presente)
- Michele Guaitoli - Vocalista (2018-presente)
- Thomas Caser - Batería (2000-presente)
- Herbert Glos - Bajo (2017-presente)
- Christian Douscha - Guitarra (2017-presente)

### Miembros de gira
- Raphael Saini - Batería (2011)
- Babis Nikou – Bajo, Voz (2013)

### Exmiembros
- Christian Stani - Vocalista (2000–2003)
- Nicole Bogner - Vocalista (2000–2005) fallecida en 2012
- Miro Holly - Teclado (2003–2006)
- Melissa Ferlaak - Vocalista (2005–2007)
- Wolfgang Koch - Guitarra (2005–2007)
- Joanna Nieniewska - Vocalista (2009)
- Mario Lochert - Bajo (2010–2011)
- Mario Plank - Vocalista (2003-2013)
- Martin Harb - Teclado (2006-2013)
- Maxi Nil - Vocalista (2009-2013)
- Cris Tían - Guitarra (2011-2013)
- Michael Koren - Bajo (2000–2009, 2013-2017)
- Werner Fiedler - Guitarra (2000–2005, 2007–2011, 2013-2017)
- Chris Kamper - Teclado (2000–2003, 2013-2017)
- Siegfried Samer - Vocalista (2013 - 2018)

## Discografía

### Demos
- Morning in Atlantis (2000)

### Discos de estudio
- Eternal Endless Infinity (2002)
- Cast Away (2004)
- Trinity (2007)
- Delta (2011)
- Ethera (2013)
- The Deep & The Dark (2018)
- Wanderers (2019)
- Pirates (2022)
- Pirates II - Armada

### EP
- Maria Magdalena (2011)
- Old Routes - New Waters (2016)

### Vídeos
- Lost (2004)
- New Dawn (2011)
- Winternight (2016)
- Return to Lemuria (2017)
- The Silent Mutiny (2018)
- The Deep & The Dark (2018)
- The Last Home (2018)
- Heroes Of The Dawn (2019)
- A Journey to Remember (2019)
- Melancholy Angel (2022)
- Legion Of The Seas (2022)
- Master The Hurricane (2022)
- Clocks (2023)